# Ahmed Neggache
Ahmed Neggache (en arabe : أحمد نقاش) est un footballeur algérien né le 30 janvier 1935 à Sétif. Il évoluait au poste de milieu de terrain.

## Biographie
Il évolue en France en deuxième division avec le club du RC Franc-Comtois. Il dispute 30 matchs en inscrivant trois buts en Ligue 2 française.